# Symrise
Symrise AG er en tysk producent af aroma og dufte.
Symrise blev etableret i 2003 ved en fusion mellem Bayers datterselskab Haarmann & Reimer (H&R) og Dragoco, begge virksomheder fra Holzminden.